# 2 Girls 1 Cup
2 Girls 1 Cup ist der in den Medien verwendete Titel für einen Trailer des brasilianischen Pornofilms Hungry Bitches, der im Jahr 2007 von MFX Media veröffentlicht wurde.

## Handlung des Trailers
Die beiden Hauptpersonen des Films, Karla und Latifa, sind beide hungrig, können jedoch keine Speisen auffinden. Daraufhin kotet und uriniert Latifa in ein Glas. Während sie den Inhalt des Glases verspeisen, küssen sich Karla und Latifa. Anschließend erbrechen beide in den Mund der jeweils anderen. Im weiteren Verlauf kotet auch Karla in eine Schüssel und zusammen mit Latifa verspeist sie auch ihren Kot und beide erbrechen sich erneut in den Mund der jeweils anderen Frau. Dies wiederholt sich während des gesamten Koprophilie-Films mehrere Male.

## Reaktionen auf den Trailer
Der Trailer des Films war eines der weltweit am häufigsten aufgerufenen Internet-Videos 2007. Kurz nach der Veröffentlichung wurden auf Videoportalen unzählige Reaktionsvideos veröffentlicht, in denen Menschen, die sich den Trailer anschauen, gefilmt werden. Auch in Fernsehsendungen wurden Normalbürger und Prominente wie zum Beispiel Palina Rojinski oder George Clooney bei ihrer Reaktion auf den Film beschrieben oder gezeigt. 2 Girls 1 Cup gilt als Wegbereiter der sogenannten Schockvideos.
Coca-Cola musste 2010 eine Werbekampagne beenden, weil ein Mitarbeiter mit der Erwähnung des Films auf einer Facebook-Seite eine Minderjährige dazu veranlasste, das Video zu suchen.